# Orden de enlace
El orden de enlace, tal como lo introdujo Linus Pauling, se define como la diferencia entre el número de enlaces y anti-enlaces.
El número de enlace en sí es el número de pares de electrones (enlaces) entre un par de átomos. Por ejemplo, en nitrógeno diatómico N≡N el número de enlace es 3, en etino H−C≡C−H el número de enlace entre los dos átomos de carbono también es 3, y el orden de enlace C−H es 1. El número de enlace da una indicación de la estabilidad de un enlace. Las especies isoelectrónicas tienen el mismo número de enlace.
En moléculas que tienen resonancia o enlaces no clásicos, el número de enlace puede no ser un número entero. En el benceno, los orbitales moleculares deslocalizados contienen 6 electrones pi sobre seis carbonos, lo que esencialmente produce la mitad de un enlace pi junto con el enlace sigma para cada par de átomos de carbono, lo que da un número de enlace calculado de 1,5. Además, los números de enlace de 1,1, por ejemplo, pueden surgir en escenarios complejos y se refieren esencialmente a la fuerza de enlace en relación con enlaces de orden 1.

## Orden de enlace en la teoría de los orbitales moleculares
En la teoría de los orbitales moleculares, el orden de enlace se define como la mitad de la diferencia entre el número de electrones enlazados y el número de electrones antienlazantes según la siguiente ecuación. Esto a menudo, pero no siempre, produce resultados similares para enlaces cercanos a sus longitudes de equilibrio, pero no funciona para enlaces estirados. El orden de enlace también es un índice de la fuerza de enlace y también se usa ampliamente en la teoría de enlaces de valencia.
{\displaystyle O.E.={\frac {{\text{nº de electrones enlazantes}}-{\text{nº de electrones antienlazantes}}}{2}}}
Generalmente, cuanto mayor es el orden de enlace, más fuerte es el enlace. Los órdenes de enlace de la mitad pueden ser estables, como lo muestra la estabilidad de H+
2 (longitud de enlace 106 pm, energía de enlace 269 kJ/mol) y He+
2 (longitud de enlace 108 pm, energía de enlace 251 kJ/mol).
La teoría de las órbitas moleculares de Hückel ofrece otro enfoque para definir órdenes de enlace basados en coeficientes de OM, para moléculas planas con enlace π deslocalizado. La teoría divide la vinculación en un marco sigma y un sistema pi. El orden de enlace π entre los átomos r y s derivado de la teoría de Hückel fue definido por Charles Coulson usando los coeficientes orbitales de los MO de Hückel:
{\displaystyle p_{rs}=\sum _{i}n_{i}c_{ri}c_{si}},
Aquí la suma se extiende solo sobre orbitales moleculares π, y ni es el número de electrones que ocupan el orbital i con coeficientes cri y csi en los átomos r y s respectivamente. Suponiendo una contribución de orden de enlace de 1 del componente sigma, esto da un orden de enlace total (σ + π) de 5/3 = 1.67 para el benceno en lugar del comúnmente citado 1.5, mostrando cierto grado de ambigüedad en cómo es el concepto de orden de enlace definido.
Para formas más elaboradas de teoría OM que involucran conjuntos de bases más grandes, se han propuesto aún otras definiciones. Una definición estándar de mecánica cuántica para el orden de los enlaces se ha debatido durante mucho tiempo. En 2017 se publicó un método completo para calcular órdenes de enlace a partir de cálculos de química cuántica.

## Otras definiciones
El concepto de orden de enlace utilizado en dinámica molecular y potenciales de orden de enlace. La magnitud del orden de enlace está asociada con la longitud del enlace. Según Linus Pauling en 1947, el orden de enlace entre los átomos i y j se describe experimentalmente como
{\displaystyle s_{ij}=\exp {\left[{\frac {d_{1}-d_{ij}}{b}}\right]}}
donde {\displaystyle d_{1}} es la longitud del enlace simple, {\displaystyle d_{ij}} es la longitud del enlace medida experimentalmente y b es una constante, dependiendo de los átomos. Pauling sugirió un valor de 0.353 Å para b, para los enlaces carbono-carbono en la ecuación original:
{\displaystyle d_{1}-d_{ij}=0.353~{\text{ln}}s_{ij}}
El valor de la constante b depende de los átomos. Esta definición de orden de enlace es algo ad hoc y solo es fácil de aplicar para moléculas diatómicas .